# 양준 (조위)
양준(楊俊, ? ~ 222년)은 중국 후한 말기 ~ 조위의 관료로, 자는 계재(季才)이며 하내군 획가현(獲嘉縣) 사람이다. 문제와 조식의 후계 분쟁에서 조식 편에 서, 문제에게 원죄를 쓰고 죽었다.

## 행적
어려서는 변양(邊讓)을 사사하여, 변양에게 그 기량을 인정받았다. 병란이 일어나자, 하내가 교통의 요충지이므로 반드시 전장이 되리라고 여겨 노약자를 부축하고 100여 가와 함께 낙양(洛陽) · 밀현의 산간 지대로 이주했다. 가난한 자를 구제하고, 종족 중에 노예로 전락한 여섯 집안을 속했다. 이후 다시 병주(幷州)로 피란했다.
별부사마(別部司馬) · 영병주자사(領幷州刺史) 양습이 주 안의 명사들을 추천하면서 양준도 추천되었고, 조조(曹操)는 양준을 곡량장으로 삼았다가 다시 승상연속(丞相掾屬)으로 삼고, 무재(茂才)로 천거하여 안릉령(安陵令)으로 삼았으며 이후 남양태수(南陽太守)에 임명하였다. 재직 중에 덕과 교화를 선양하고, 학교를 지어 관민들에게 칭송을 받았으며 정남군사(征南軍師)로 옮겼다. 조조가 위공(魏公)이 되어 후한의 제후국으로서의 위나라를 세운 후, 양준은 중위(中尉)가 되었다. 건안(建安) 24년(219년), 위풍(魏諷)이 조조가 한중(漢中)으로 출진한 틈을 타 반란을 일으켰으므로 조조가 있는 곳으로 가 스스로 탄핵하고, 태자 조비(曹丕)에게 사직서를 제출했으나 결국 평원태수(平原太守)로 좌천되는 것으로 끝났다. 양준은 임치후(臨菑侯) 조식(曹植)과 사이가 좋았으며, 조조가 후계를 정하지 않은 상태에서 사사로이 의견을 묻자 비록 조비와 조식 둘 중 어느 쪽이 낫다고 하지는 않았으나 조식을 칭송하였고, 조비는 항상 이를 한스러워하였다.
조비가 황제가 되고서 남양태수로 복직했으며, 산기상시(散騎常侍) 왕상(王象)이 양준을 천거했다. 황초(黃初) 3년(222년), 문제가 어가를 타고 완(宛)에 이르렀는데, 시장이 모두 문을 닫은 것을 보고 분노하여 양준을 잡아들였다. 산기상시 사마의 · 상시(常侍) 왕상 · 순위(荀緯)가 피를 흘리도록 머리를 땅에 찧으며 양준을 살려줄 것을 청했으나 문제는 듣지 않았고, 양준은 “나는 죄를 압니다.”라고 말하며 스스로 목숨을 끊었으니, 사람들은 이를 원통하게 여겼다.

## 인물 평가
아직 관직에 오르지 않았을 무렵 16, 7세 정도의 사마의를 만나보고 비상한 인물이라고 평했다. 또 사마랑(司馬朗)의 족형 사마지(司馬芝)의 평판이 높지 않았으나, 양준만은 실질에서는 사마지가 사마랑보다 낫다고 평했다.
한편 고향 군의 왕상이 노예가 되어 고초를 받으면서도 학문에 힘썼는데, 양준은 왕상의 재질을 알아보고 왕상을 속하여 혼인하고 집을 세워준 후에 헤어졌다. 양준은 젊어서부터 다른 사람을 품평하는 것을 자신의 임무로 여겼다. 같은 군 사람 심고(審固), 진류 사람 위순(衛恂)은 본디 병사 출신이었는데, 양준은 이들의 자질을 보고 발탁하여 훌륭한 선비로 만들었다. 심고는 군의 태수(太守)를 역임했고, 위순은 어사(御史)와 현령(縣令)을 역임했다.

## 친척 관계
- 양준
  -     - 양람 (손자)
      - 양침 (증손)

    - 양의 (손자)